# Constantinois
Constantinois is een culturele en historische regio in de Maghreb, gelegen in het noordoosten van Algerije.

## Geografie
Het komt ongeveer overeen met de volgende wilaya's:
- Constantine
- Annaba
- Guelma
- Skikda
- Souk Ahras
- Mila
- El Tarf

De hoofdstad van de regio is de stad Constantine.

## Topografie
Een groot deel van Constantinois wordt gedomineerd door bergketens, waaronder de:
- Babor-gebergte
- Constantijns gebergte
- Collo-massief